# جک (فیلم ۱۹۹۶)
جک (به انگلیسی: Jack) فیلمی آمریکایی در ژانر کمدی-درام و به بلوغ رسیدن، محصول سال ۱۹۹۶ است که به تهیه‌کنندگی مشترک و کارگردانی فرانسیس فورد کوپولا ساخته شد. در این فیلم رابین ویلیامز، دایان لین، جنیفر لوپز، برایان کروین، فرن درشر و بیل کازبی بازی می‌کنند. ویلیامز نقش جک پاول را بازی می‌کند، پسری که به دلیل شرایط پزشکی نادری چهار برابر سریع‌تر از حد معمول پیر می‌شود.
جک در ۹ اوت ۱۹۹۶ در ایالات متحده اکران شد. این فیلم با واکنش‌های منفی منتقدان روبه‌رو شد و با بودجه ۴۵ میلیون دلاری، ۷۸ میلیون دلار فروش داشت.

## خلاصه داستان
در یک مهمانی بالماسکه، مهمان کارن پاول دچار درد زایمان می‌شود و با همراهی همسرش برایان و دوستانشان به بیمارستان منتقل می‌شود. پسرشان، جک، به دنیا می‌آید. با وجود اینکه او در هفته دهم بارداری متولد شده، به‌طور غیرقابل توضیحی سالم و کامل به نظر می‌رسد. معاینات پزشکی نشان می‌دهد که جک دچار یک وضعیت نادر است که باعث می‌شود چهار برابر سریع‌تر از حالت عادی رشد کند.
ده سال بعد، جک که در واقع ده ساله است، بدن یک مرد چهل‌ساله را دارد. یک روز، چهار پسر کنجکاو دربارهٔ شایعاتی که می‌گویند یک هیولا در خانه جک زندگی می‌کند، بیرون خانه‌اش پرسه می‌زنند. جک با انداختن یک چشم مصنوعی آغشته به ماده لَزِج از پنجره، آنها را می‌ترساند. زندگی منزوی جک باعث شده که مانند یک کودک رفتار کند زیرا تنها با والدینش و معلم خصوصی‌اش، لارنس وودراف (بیل کازبی)، در ارتباط بوده است. لارنس پیشنهاد می‌کند که جک به مدرسه برود. والدین جک در ابتدا مخالف این پیشنهاد هستند، زیرا می‌ترسند مدرسه برای او آسیب‌زا باشد، اما در نهایت موافقت می‌کنند.
وقتی جک برای اولین بار به مدرسه می‌رود، بیشتر بچه‌ها او را به‌خاطر ظاهرش طرد می‌کنند. پدرش برای تقویت روحیه او یک حلقه بسکتبال نصب می‌کند تا جک یاد بگیرد چگونه با دیگران ارتباط برقرار کند. یک روز، پسری به نام لوئیس او را برای تیم بسکتبال انتخاب می‌کند و آنها در برابر قلدرها برنده می‌شوند. بعد از مدرسه، لوئیس از جک می‌خواهد که به‌عنوان مدیر مدرسه جا بزند تا از تنبیه مادرش، دلورس (فرن درشر)، فرار کند. پس از آن، آنها دوستان خوبی می‌شوند و لوئیس جک را به خانه درختی مخفی خود و دوستان همکلاسی‌اش دعوت می‌کند.
جک اولین علاقه عاشقانه‌اش را نسبت به معلمش، خانم مارکیز (جنیفر لوپز)، تجربه می‌کند، اما وقتی او این علاقه را رد می‌کند، جک بسیار ناراحت می‌شود و هنگام پایین رفتن از پله‌ها از حال می‌رود. در بیمارستان مشخص می‌شود که جک به مشکلات قلبی مبتلا شده است، که نشانه‌ای از پیر شدن سریع اوست. والدین جک برای حفظ سلامتی او تصمیم می‌گیرند او را از مدرسه خارج کنند، که این موضوع جک را ناراحت می‌کند.
جک مخفیانه از خانه بیرون می‌رود و به یک بار می‌رود، جایی که مست می‌شود، با مردی به نام پولی دوست می‌شود و سعی می‌کند دلورس را تحت تأثیر قرار دهد. اما او درگیر یک دعوا می‌شود و هر دو دستگیر می‌شوند. دلورس او را آزاد می‌کند و پس از بازگرداندنش به خانه، او را دلداری می‌دهد. جک خود را در اتاقش حبس می‌کند و هفته‌ها از اتاق بیرون نمی‌آید. کارن حدس می‌زند که جک از شکنندگی زندگی خود آگاه شده و اکنون از رویارویی با دنیای بیرون می‌ترسد.
در همین حال، دوستانش همچنان به خانه او می‌آیند و امیدوارند که او بیرون بیاید و با آنها بازی کند، اما جک امتناع می‌کند. در نهایت، لوئیس موفق می‌شود با آوردن کل کلاس به خانه، جک را از اتاقش بیرون بیاورد. آنها روز را در حیاط جلویی خانه بازی می‌کنند. روز بعد، جک تصمیم می‌گیرد به مدرسه برگردد.
هفت سال بعد، جک که حالا به شکل یک پیرمرد به نظر می‌رسد، به همراه چهار دوست صمیمی‌اش در جشن فارغ‌التحصیلی دبیرستان شرکت می‌کند. او به‌عنوان سخنران برتر مراسم، به همه یادآوری می‌کند که زندگی کوتاه است و آنها را تشویق می‌کند که بهترین بهره را از آن ببرند.

## بازیگران
- رابین ویلیامز در نقش جک پاول
- دایان لین در نقش کارن پاول، مادر جک
- جنیفر لوپز در نقش خانم مارکیز
- برایان کروین در نقش برایان پاول، پدر جک
- فرن درشر در نقش دلورس دورانته
- بیل کازبی در نقش لارنس وودراف
- بن جونز در نقش مکانیک (نقش حذف شده از فیلم)
- مایکل مک‌کین در نقش پولی
- دان نوولو در نقش متصدی بار
- آلن ریچ در نقش دکتر بنفانته
- آدام زولاتین در نقش لوئیس دورانته، پسر دلورس و بهترین دوست جک
- جرنی اسمالت در نقش فیبی
- کئون یونگ در نقش دکتر لین
- مارک کوپولا در نقش گوینده رادیو (صدا)

## تولید
در ژانویه ۱۹۹۵ اعلام شد که رابین ویلیامز در فیلم جک بازی خواهد کرد و فرانسیس فورد کوپولا کارگردانی آن را بر عهده دارد. جان تراولتا نیز علاقه‌مند به ایفای نقش جک بود، اما به دلیل عذرخواهی شرکت والت دیزنی از ویلیامز بابت حق‌التألیف فیلم علاءالدین (فیلم ۱۹۹۲)، نقش به ویلیامز واگذار شد.

## اکران
جک در زمان اکران به رتبه اول در گیشه آمریکا رسید و حدود ۵۸٫۶ میلیون دلار در ایالات متحده و کانادا و ۷۸ میلیون دلار در سراسر جهان فروخت که این فروش در مقابل بودجه ۴۵ میلیون دلاری آن بود.

## واکنش‌ها
در راتن تومیتوز، ۱۷ درصد از ۳۵ منتقد به این فیلم نقد مثبت داده‌اند و میانگین امتیاز آن ۴٫۴ از ۱۰ است. اجماع منتقدان سایت چنین می‌گوید: «انرژی کودکانه رابین ویلیامز در جک به شکلی نادرست به کار گرفته شده و این فیلم به‌جای ایجاد حس امید، در احساساتی اغراق‌آمیز غرق شده است.» در متاکریتیک، امتیاز فیلم ۳۱ از ۱۰۰ است که بر اساس ۱۴ نقد داده شده است. همچنین، تماشاگران شرکت‌کننده در نظرسنجی سینماسکور به فیلم نمره «+B» در مقیاس A+ تا F داده‌اند.
تاد مک‌کارتی از ورایتی این فیلم را یک «فانتزی خسته‌کننده و بی‌حادثه» توصیف کرد که استعدادهای سازندگان فیلم را هدر داده است.

## افتخارات
جک نامزد بدترین فیلم در جوایز فیلم بد استینکرز ۱۹۹۶ شد، اما این جایزه را به استریپ‌تیز واگذار کرد.

## واکنش فرانسیس فورد کوپولا و عوامل
در مورد بازخوردها نسبت به فیلم، فرانسیس فورد کوپولا گفت: «جک فیلمی بود که همه از آن متنفر بودند و من دائماً محکوم و مسخره شدم. باید بگویم که جک را شیرین و جالب می‌دانم. من به اندازه دیگران از آن متنفر نیستم، اما این واضح است—من آن را کارگردانی کرده‌ام. می‌دانم باید از آن شرمنده باشم، اما نیستم. نمی‌دانم چرا همه این‌قدر از آن متنفر بودند. فکر می‌کنم دلیلش نوع فیلم بود. تصور می‌شد من که اینک آخرالزمان را ساخته‌ام و شبیه مارتین اسکورسیزی هستم، حالا این فیلم احمقانه دیزنی با رابین ویلیامز را ساخته‌ام. اما همیشه خوشحال بودم که هر نوع فیلمی بسازم.»
فیلمنامه‌نویس تازه‌کار گری نادو دیدگاه محتاط‌تری داشت و تجربه‌اش از تماشای نسخه اولیه جک را وحشتناک توصیف کرد. او به تلگراف گفت: «فکر می‌کردم کارنامه‌ام تمام شده است. نه فقط این، بلکه به‌عنوان کسی شناخته می‌شوم که حرفه فرانسیس فورد کوپولا را نابود کرده است.»

## موسیقی
ترانه اصلی این فیلم "Star" است که توسط موسیقیدان کانادایی برایان آدامز اجرا شده است.